# Ebnat-Kappel
Ebnat-Kappel – miejscowość i gmina w północno-wschodniej Szwajcarii, w kantonie St. Gallen, w okręgu Toggenburg. Leży nad rzeką Thur, dawny ośrodek sportów zimowych. W przeszłości rozgrywano tu między innymi zawody Pucharu Świata w narciarstwie alpejskim.
Miejscowość powstała w 1965 roku z połączenia wsi Ebnat i Kappel. Miejscowość Ebnat-Kappel wraz z okolicznymi osadami została uznana częścią Szwajcarskiego Dziedzictwa Narodowego.  

## Demografia
W Ebnat-Kappel mieszka 5 051 osób. W 2021 roku 13,9% populacji gminy stanowiły osoby urodzone poza Szwajcarią. 

## Współpraca
Miejscowość partnerska:
- Ebnat – dzielnica Aalen, Niemcy

## Transport
Przez teren miasta przebiega droga główna nr 16.